# Международный конкурс музыкантов имени королевы Сони
Международный конкурс музыкантов имени королевы Сони (норв. Dronning Sonja Internasjonale Musikkonkurranse) — соревнование исполнителей академической музыки, проходящее в Норвегии начиная с 1988 года. Среди его инициаторов был, прежде всего, дирижёр Марис Янсонс, руководитель Филармонического оркестра Осло. Первоначально конкурс проводился раз в четыре года среди пианистов и в таком формате состоялся дважды. Однако в 1995 году, в связи со столетием Кирстен Флагстад, было решено провести конкурс вокалистов; этот опыт был сочтён удачным, и с тех пор соревнуются вокалисты раз в два года. Патроном конкурса является королева Норвегии Соня.
Жюри конкурса в 1995—2007 гг. возглавлял оперный дирижёр Менно Фенстра. Среди членов жюри в разные годы были Джоан Сазерленд, Тереса Берганса, Криста Людвиг, Тео Адам, Биргит Нильссон и другие выдающиеся певцы.

## Лауреаты
| 1988 | Найджел Хилл (Великобритания) — фортепиано    |
| 1992 | Симоне Педрони (Италия) — фортепиано          |
| 1995 | Акие Амоу (Япония) — сопрано                  |
| 1997 | Ляо Чанъюн (Китай) — баритон                  |
| 1999 | Вирхиния Тола (Аргентина) — сопрано           |
| 2001 | Марита Кварвинг Сёльберг (Норвегия) — сопрано |
| 2003 | Ольга Микитенко (Украина) — сопрано           |
| 2005 | Даниэль Беле (Германия) — тенор               |
| 2007 | Аудун Иверсен (Норвегия) — баритон            |
| 2009 | Сын Ги Чжун (Южная Корея) — баритон           |
| 2011 | Ли Тон Хван (Южная Корея) — баритон           |